# 4707 Khryses
4707 Khryses је Јупитеров тројански астероид са средњом удаљеношћу од Сунца која износи 5,177 астрономских јединица (АЈ).
Апсолутна магнитуда астероида је 10,1.